# Paivella
Paivella är ett släkte av kräftdjur. Paivella ingår i familjen Aetideidae.
Kladogram enligt Catalogue of Life:
| Paivella | \| \| Paivella inaciae \| \| \| \| \| \| Paivella naporai \| \| \| \| |
|          | \| \| Paivella inaciae \| \| \| \| \| \| Paivella naporai \| \| \| \| |
|          | Paivella inaciae                                                      |
|          |                                                                       |
|          | Paivella naporai                                                      |
|          |                                                                       |